# Nothobranchius cardinalis
Nothobranchius cardinalis är en fiskart som beskrevs av Watters, Cooper och Wildekamp 2008. Nothobranchius cardinalis ingår i släktet Nothobranchius och familjen Nothobranchiidae. Inga underarter finns listade i Catalogue of Life.